# (115561) Frankherbert
(115561) Frankherbert est un astéroïde de la ceinture principale.

## Description
(115561) Frankherbert est un astéroïde de la ceinture principale. Il fut découvert le 20 octobre 2003 à Needville par William G. Dillon et Don J. Wells. Il présente une orbite caractérisée par un demi-grand axe de 3,03 UA, une excentricité de 0,10 et une inclinaison de 12,0° par rapport à l'écliptique.

## Nom
(115561) Frankherbert porte le nom de Frank Herbert (1920-1986) fameux écrivain américain de science-fiction. Il est l'auteur du célèbre Dune, l'un des romans de science-fiction les plus acclamés de tous les temps, qui s'inscrit dans une œuvre littéraire plus vaste, le Cycle de Dune, véritable trame de son univers.

La citation de nommage lui rendant hommage est la suivante : 

« Frank Herbert (1920-1986) est surtout connu pour Dune, l'un des romans de science-fiction les plus acclamés jamais écrits. Dune, qui a remporté les prix Hugo et Nebula, incarne la fascination d'Herbert pour les subtilités de l'écologie, de l'évolution, de la politique, de la psychologie, du gouvernement et de la sociologie. »

— Minor Planet Circular 61269

## Compléments